# Città del Queensland
Lista di città del Queensland (Australia)

## Aree urbane
- Bargara-Innes Park
- Bongaree-Woorim
- Bowen
- Brisbane
- Bundaberg
- Cairns
- Dalby
- Emerald
- Gladstone
- Gold Coast-Tweed Heads
- Gympie
- Hervey Bay
- Kingaroy
- Mackay
- Maryborough
- Moranbah
- Mount Isa
- Nambour
- Rockhampton
- Sunshine Coast
- Tannum Sands-Boyne Island
- Toowoomba
- Townsville
- Warwick
- Yeppoon

## LGA
Questa lista include le Local Government Area del Queensland.